# Avondale Heights
Avondale Heights ist ein Stadtteil im Nordwesten der australischen Metropole Melbourne. Er ist etwa 12 km vom Stadtzentrum entfernt. 2016 hatte er eine Einwohnerzahl von 11.633. Avondale Heights grenzt im Süden, Osten und Westen an den Maribyrnong River. Die nördliche Grenze bildet die Buckley Street.

## Geschichte
Die Gegend wurde bereits bei der Gründung Melbournes im Jahr 1835 besiedelt. In den ersten Jahrzehnten wurde dort hauptsächlich Schafzucht betrieben. Das Gebiet war zunächst unter dem Namen Maribyrnong West bekannt. In den 1930er Jahren wurden die großen Weideflächen unterteilt und von kleineren Betrieben zur Vieh- und Milchwirtschaft genutzt. 1957 eröffnete ein Postamt. Ab den 1960er Jahren wurde das Gebiet in ein Wohngebiet umgewandelt.